# Angono
Angono é um município de  primeira classe de renda municipal (d) na província Rizal, nas Filipinas. De acordo com o censo de 1 de maio  de  2020 possui uma população de 130 494 pessoas e 30 291 domicílios.